# Gibsonville
Gibsonville – miasto w Stanach Zjednoczonych, w stanie Karolina Północna, w hrabstwie Alamance.